# Hieracium brachiatum
Hieracium brachiatum là một loài thực vật có hoa trong họ Cúc. Loài này được Bertol. ex DC. mô tả khoa học đầu tiên năm 1815.